# Pello
Pello est une municipalité du nord-ouest de la Finlande, en Laponie. Jusqu'en 1949 elle portait le nom de Turtola. Elle est bordée par les communes de Kolari au nord, Rovaniemi à l'est et Ylitornio au sud. Elle fait face à la Commune d'Övertorneå et à celle de Pajala en Suède, de l'autre côté de la Tornionjoki. Le village centre est d'ailleurs relié à la Suède par un pont.

## Histoire
En 1736, la région, hostile et très peu peuplée, voit passer l'expédition menée par Pierre Louis Moreau de Maupertuis. Le blason de la commune, 3 étoiles d'argent sur fond de collines, est une évocation symbolique des expériences qui ont permis à Maupertuis de démontrer que la terre était légèrement aplatie aux pôles.

## Démographie
Depuis 1980, la démographie de Pello a évolué comme suit :
| Année      | 1980  | 1985  | 1990  | 1995  | 2000  | 2005  |
| ---------- | ----- | ----- | ----- | ----- | ----- | ----- |
| population | 5 624 | 5 855 | 5 665 | 5 420 | 4 830 | 4 477 |

| Année      | 2010  | 2015  | 2020  |
| ---------- | ----- | ----- | ----- |
| population | 3 980 | 3 623 | 3 362 |

## Politique et administration

### Conseil municipal
Les sièges des 17 conseillers municipaux sont répartis comme suit:
| Parti     | Parti                              | Sièges 2021–2025 |
| --------- | ---------------------------------- | ---------------- |
|           | Parti social-démocrate de Finlande | 2                |
|           | Vrais Finlandais                   | 2                |
|           | Parti de la Coalition nationale    | 2                |
|           | Parti du centre                    | 7                |
|           | Alliance de gauche                 | 4                |
| Sources : |                                    |                  |

## Transports
La route nationale 21 qui va de Tornio à  Kilpisjärvi et en Norvège traverse Pello.
De Pello, part la kantatie 83 qui va jusqu'à Rovaniemi.
La ligne Tornio–Kolari passe par Pello, et les trains de passagers de nuit VR-Yhtymä Oy de Kolari s'arrêtent à la gare de Pello.
Les trains circulent en janvier-avril et juin-décembre et la fréquence varie de deux trains par semaine à deux trains par jour selon la saison touristique.
Les aéroports les plus proches du côté finlandais sont l'aéroport de Rovaniemi (110 km) et l'aéroport de Kemi-Tornio (143 km).
Du côté suédois, le plus proche est l'aéroport de Pajala-Ylläs (75 km).

### Distances
- Kolari 70 km
- Rovaniemi 100 km
- Ylitornio 60 km
- Övertorneå 45 km
- Pajala 60 km
- Tornio-Haparanda 120 km
- Kemi 145 km
- Oulu 250 km
- Luleå 210 km
- Muonio 145 km
- Kilpisjärvi 340 km
- Tromsø 500 km
- Kiruna 250 km
- Ylläs (Kolari) 105 km
- Äkäslompolo 105 km)
- Levi (Kittilä) 150 km
- Pallas (Muonio) 175 km

## Personnalités
La commune a donné à la Finlande deux anciens premier ministres, Paavo Lipponen et Kaarlo Castrén, et un skieur de fond médaillé olympique à 7 reprises (en 1960, 1964 et 1968), Eero Mäntyranta.